# Daniel Klesch
Daniel Klesch, také: Daniel Klesch von Iglo (22. února 1624 nebo 1619 Spišská Nová Ves – 1697 Berlín), byl luteránský teolog a básník.

## Život
Pocházel ze zámožné rodiny karpatských Němců, jeho otec byl správcem dolu. Jeho mladší bratr byl teolog a básník Kryštof Klesch. Studoval od roku 1644 na univerzitě ve Wittenbergu a na univerzitě ve Štrasburku. Ve Wittenbergu získal v roce 1649 akademický titul magistra a byl (stejně jako jeho bratr Kryštof) korunován básníkovou korunou. V roce 1652 byl povýšen do šlechtického stavu s přídomkem „von Iglo“, do roku 1659 byl vicerektorem v Šoproni. Poté jako německý farář vystřídal několik míst, v jednom byl okraden, z dalšího byl kvůli své víře vypovězen. Uchýlil se zpět do Horních Uher, kde byl v roce 1674 kvůli svému náboženskému vyznání půl roku vězněn a poté byl donucen rezignovat na funkci vrchního duchovního 24 spišských královských měst. Tyto skutečnosti ho donutily k odchodu (už druhému) do exilu. Od roku 1676 dělal rektora v Jeně. V roce 1682 získal středoškolskou profesuru ve Weißenfelsu a v témže roce byl jmenován superintendencem v Heldrungenu. Protože svým výkladem Apokalypsy (Bestia Bicornis) napadl luteránské učení, byl roku 1690 zbaven svého úřadu. V posledních letech pobýval především v Halle a Berlíně, kde ho podporoval braniborský kurfiřt Fridrich III. (pozdější král Fridrich I. Pruský). Zemřel v Berlíně v roce 1697 po nešťastném pádu ze schodú.

## Dílo
Svá díla psal latinsky a německy, je autorem více než 50 prací týkající se náboženství, příležitostné poezie a ve svých dílech se zabýval i otázkami a životem exulantů. V letech 1695–96 (ve věku asi 76 let) napsal nepříliš hodnotná „prorocká“ dílka z říše snů, například: že soudný den přijde v roce 1700; že tehdejší polský král Jan III. Sobieski bude v reformovaný a král Francie skočí do Labe.

### Výběr z díla
- Apostolica Status Ratio In Politeumate Coelico Pauli ... Das ist: Geistl.-Apostol. Staatist. Hamburg 1675
- Homagium Sacrum, Palmarium Rationis Status Mysticae Axioma, Hoc est: Specimen Fidelitatis Primum ac Perpetuum Praecone Esaia Cap. LX. ... Hamburg 1676
- Eiliger Vortrab Geistlicher Madrigalischer Seelen-Lust/ Oder Sontägl. Evangelischer Erquickungs-Stunden/ In welchem die darinnen enthaltenen sonderbahren Biblischen Kern- und Krafft-Sprüche in lustigen Madrigalien an- und ausgeführet werden ... Jena : Werther, 1677
- Treuhertzige Wächter-Stim[m]/ Welche In seinem Elend erhoben und an seine Lieb-gewesene Auch vormahls Ampts- und Kirchen-Aufsicht wegen ordentlich anvertraute Evangelische Pfarr-Gemeinen In Ober- und Nieder-Ungarn ergehen lassen : In einem beweglichen und tröstlichen Sende-Schreiben. Jena 1679
- Baculus Exilii. Der Elend-Stab. Amsterdam 1682
- Bestia Bicornis, Apocalyptice detecta & monstrata, Canonico Joannis Theologi enthei penicillo adumbrata, vivis suis depicta coloribus & examussim effigiata, ... Das ist: Das Zweygehörnte Thier/ aus dem Göttlichen Offenbarungs-Buch St. Johannis am XIII. Cap. von dem 11. biß zum 18. vers. Mit seinem behörigen Merckmahlen. Merseburg 1686
- Wieder-Hall und Gegenschall Einer bekanten Offenbahrungs-Stim[m]e auf einer wohlklingenden Lauten/ Eines laut-spielenden geist-künstlich geübten Lauten-Schlägers. 1692